# Manuel Arteaga y Betancourt
Manuel Arteaga y Betancourt (Camagüey, 28 de dezembro de 1879 - Havana, 20 de março de 1963) foi um cardeal da Igreja Católica, Arcebispo de Havana entre 1941 e 1963.

## Biografia
Manuel Arteaga y Betancourt nasceu em Camagüey; filho de Rosendo Arteaga Montejo e Delia Betancourt Guerra. Foi batizado em 17 de abril de 1880 com o nome de Manuel Francisco del Corazon de Jesus. 
Em 1892, seu tio paterno o levou para a Venezuela por razões políticas. Manuel obteve seu bacharelato em Filosofia em 1898 pela Universidade Central da Venezuela, tendo, mais tarde, entrado para a Ordem dos Capuchinhos. Contudo, por problemas de saúde, deixou o monastério e entrou no Seminário de Santa Rosa de Lima, em Caracas.
Manuel Arteaga tornou-se subdiácono em 1902 e foi ordenado em 1904 por Dom Juan Bautista Castro. Entre os anos de 1906 e 1912, dedicou sua vida ao trabalho social na região de Cumaná e depois em Camagüey. 

### Na Arquidiocese de Havana
Em 1915, Arteaga foi apontado vigário-geral de Havana e onze anos depois foi elevado ao título de Monsenhor. 
Em 28 de dezembro de 1941, Arteaga foi nomeado Arcebispo de Havana e, portanto, Primaz da Igreja em Cuba pelo Papa Pio XII. 